# Watartum
Watartum (Lesung des Namens sehr unsicher, in der Forschung wird sie meist als SI.A-tum bezeichnet) war die Gemahlin des Ur-Nammu, des ersten Königs der 3. Dynastie von Ur, und Mutter seines Nachfolgers Šulgi. Sie lebte vom späteren 22. Jahrhundert bis Mitte des 21. Jahrhunderts vor Christus. Ihren Gemahl überlebte sie gut 40 Jahre, weshalb sie vor allem in Texten aus der Regierungszeit ihres Sohnes bezeugt ist. Es gibt nur wenige Belege zu der Königin. Auf dem Siegel des Beamten Lugal-kuzu wird sie als Gemahlin des Ur-Nammu bezeichnet. Aus der Zeit des Šulgi gibt es einige wenige Wirtschaftstexte, die Schafs- und Ziegenlieferungen an sie erwähnen. Eine Achatperle weihte sie der Göttin Inanna.